# Referendum konstytucyjne w Australii w 1906 roku
Referendum konstytucyjne w Australii w 1906 roku było pierwszym po inauguracji Związku Australijskiego referendum w sprawie zmiany konstytucji federalnej. Odbyło się w dniu 12 grudnia 1906 roku, równocześnie z wyborami parlamentarnymi. 

## Przedmiot referendum
Referendum dotyczyło zmiany sekcji 13 konstytucji Australii, a ściślej przepisów na temat dnia rozpoczęcia kadencji przez członków Senatu Australii. Oryginalny tekst konstytucji przewidywał, iż kadencja senacka będzie rozpoczynać się 1 stycznia, natomiast w głosowaniu poproszono obywateli o wyrażenie zgody na przesunięcie tej daty na 1 lipca. Wynikało to z powszechnego wówczas wśród polityków i teoretyków przekonania, że lepiej przeprowadzać wybory jesienią (czyli w australijskich warunkach np. w marcu) niż późną wiosną czy latem (np. w grudniu). 
Większość wyborców uznała zmianę za bardzo techniczną i nie mającą żadnego wpływu na ich własne życie. Kwestia ta nie budziła też poważniejszych sporów politycznych, dlatego kampania przedreferendalna przebiegła niezwykle spokojnie, a proponowane zmiany zostały przyjęte dużą większością głosów we wszystkich stanach. 

## Wyniki
| stan                  | głosów na TAK | % na TAK | głosów na NIE | % na NIE | wynik |
| --------------------- | ------------- | -------- | ------------- | -------- | ----- |
| Australia Południowa  | 54 297        | 86,99%   | 8 121         | 13,01%   | TAK   |
| Australia Zachodnia   | 34 736        | 78,93%   | 9 274         | 21,07%   | TAK   |
| Nowa Południowa Walia | 286 888       | 83,85%   | 55 261        | 16,15%   | TAK   |
| Queensland            | 81 295        | 76,84%   | 24 502        | 23,16%   | TAK   |
| Tasmania              | 34 056        | 81,32%   | 7 825         | 18,68%   | TAK   |
| Wiktoria              | 282 739       | 83,10%   | 57 487        | 16,90%   | TAK   |
| CAŁA AUSTRALIA        | 744 011       | 82,65%   | 162 470       | 17,35    | TAK   |

Frekwencja wyniosła 50,17%, przy czym należy pamiętać, iż było to jeszcze przed wprowadzeniem istniejącego dziś w Australii obowiązkowego udziału w wyborach i referendach. 
Wobec uzyskania większości głosów ogółem na TAK, a także wobec uzyskania bezwzględnej większości głosów stanów na TAK (gdzie każdy stan ma jeden głos, zależny od wyniku referendum wśród jego mieszkańców), referendum zostało uznane za wiążące, a głosowane zmiany za przyjęte.

## Konsekwencje
Podjęta w 1906 roku decyzja obowiązuje do dziś. Na przestrzeni ponad stulecia od jej podjęcia okazała się raczej chybiona i kłopotliwa, ponieważ około dwóch trzecich przeprowadzonych w tym czasie wyborów do Senatu odbyło się między początkiem września a Bożym Narodzeniem, zdarzały się też wybory w sierpniu (np. w 2010 roku). W konsekwencji decyzji z 1906 wybrani senatorowie nowej kadencji zwykle muszą czekać na objęcie swoich mandatów ponad pół roku, aż do najbliższego 1 lipca. Z drugiej strony, przez tak samo długi czas nadal urzędują członkowie izby, którzy stracili już mandat wyborców.